# Tchaikovski (cidade)
Tchaikovski  (em russo: Чайковский) é uma cidade do Oblast de Perm, na Rússia, com 83 000 habitantes.
A cidade foi fundada em 1954 na região da barragem (e do lago por ela formado) de Wotkinsk, no rio Kama. A cidade foi assim denominada em homenagem ao compositor Piotr Ilitch Tchaikovski, que nascera lá perto, na cidade de Wotkinski.
A cidade possui um porto, indústrias têxteis e de fabricação de máquinas.

## Famosos
Naturais famosos de Tchaikovski incluem o violoncelista Pavel Gomziakoi.

## Esporte
A cidade de Tchaikovsky é a sede do Estádio Energia e do Futebol Clube Energia Tchaikovski, que participa do Campeonato Russo de Futebol.